# La Plana
Pour les articles homonymes, voir Plana.

La Plana (littéralement « La Plaine » en valencien) est une comarque historique du Pays valencien (Espagne), correspondant à une partie des comarques actuelles de la Plana Alta et la Plana Baixa.
Elle était constituée des communes d'Almassora, Benicàssim, Borriol et Castellón de la Plana (dans l'actuelle Plana Alta), et Betxí, Borriana, Les Alqueries, la Llosa, Moncofa, Nules, Vila-real, la Vilavella et Xilxes (dans l'actuelle Plana Baixa).
Elle apparaît dans la carte comarcale Comarques naturals del Regne de València d'Emili Beüt publiée en 1934.